# Koninklijk Instituut voor de Marine
Het Koninklijk Instituut voor de Marine (KIM) is het opleidingsinstituut voor toekomstige officieren van de Nederlandse Koninklijke Marine (vloot en mariniers) te Den Helder. Vanaf 2005 maakt het KIM deel uit van de Nederlandse Defensie Academie. De wapenspreuk van het KIM luidt "sumus et fore speramus", Latijn voor "wij zijn en hopen te worden". Het adagium is "Kennis is macht, karakter is meer" (de eerste letters van de woorden vormen samen tweemaal het woord KIM).

## Algemeen
De campus van het Koninklijk Instituut voor de Marine is gevestigd in Den Helder. Studenten aan het KIM (adelborsten) worden aangesproken met hun aanspreektitel: jonker (door manschappen en onderofficieren) of adelborst (door officieren). Als de Adelborsten het eerste deel van hun opleiding hebben afgerond worden zij bevorderd tot de rang van luitenant ter zee der derde klasse voor vlootpersoneel en tweede luitenant voor de mariniers.
Op het KIM worden mensen opgeleid die aan het eind van de middelbare school een keus hebben gemaakt voor werken en leren bij de Marine; het KIM beschouwde men wel als universiteit voor de marine. Met de invoering van de Bachelor-Masterstructuur kunnen middelbare scholieren na behalen van hun vwo-diploma een volledige wetenschappelijke opleiding volgen. De is sinds studiejaar 2011-2012 officieel geaccrediteerd door de Nederlands-Vlaamse Accreditatieorganisatie (NVAO), waardoor het KIM een universitaire Bachelor mag uitgeven voor de bacheloropleidingen. Tevens volgen aspirant-officieren die al in het bezit zijn van een HBO- of WO-diploma een kortere opleiding op het KIM.

## Geschiedenis

### Gouden Eeuw
De Koninklijke marine werd opgericht in 1815. Lang voor die tijd was er al in 1488 door Maximiliaan van Oostenrijk een admiraal aangesteld als toezichthouder op havens en wateren en bevelvoerder voor de strijd ter zee. In 1588 riepen de gewesten die zich aangesloten hadden in de Unie van Utrecht de Republiek der Verenigde Nederlanden uit en datzelfde jaar stelden zij Prins Maurits aan als admiraal-generaal van de vloot. De organisatie en uitrusting van de vloot werd daarna ter hand genomen door vijf Admiraliteiten, die hun oorsprong danken aan de Instructie voor de Admiraliteiten, vastgelegd door de Staten-Generaal op 13 augustus 1597.
De opleiding tot marine-officier vond in die tijd uitsluitend plaats aan boord van de schepen. Pas in 1785 werd de Kweekschool voor de Zeevaart opgericht, het eerste volwaardige opleidingsinstituut en de voorloper van het KIM.

### Franse tijd
Tijdens de Bataafse Republiek (1795-1806) werden de vijf admiraliteiten samengevoegd tot één Comité tot de zaken der marine. Ook de opleiding zelf werd verbeterd. In 1803 werd een instituut opgericht dat negen jaar zou bestaan.

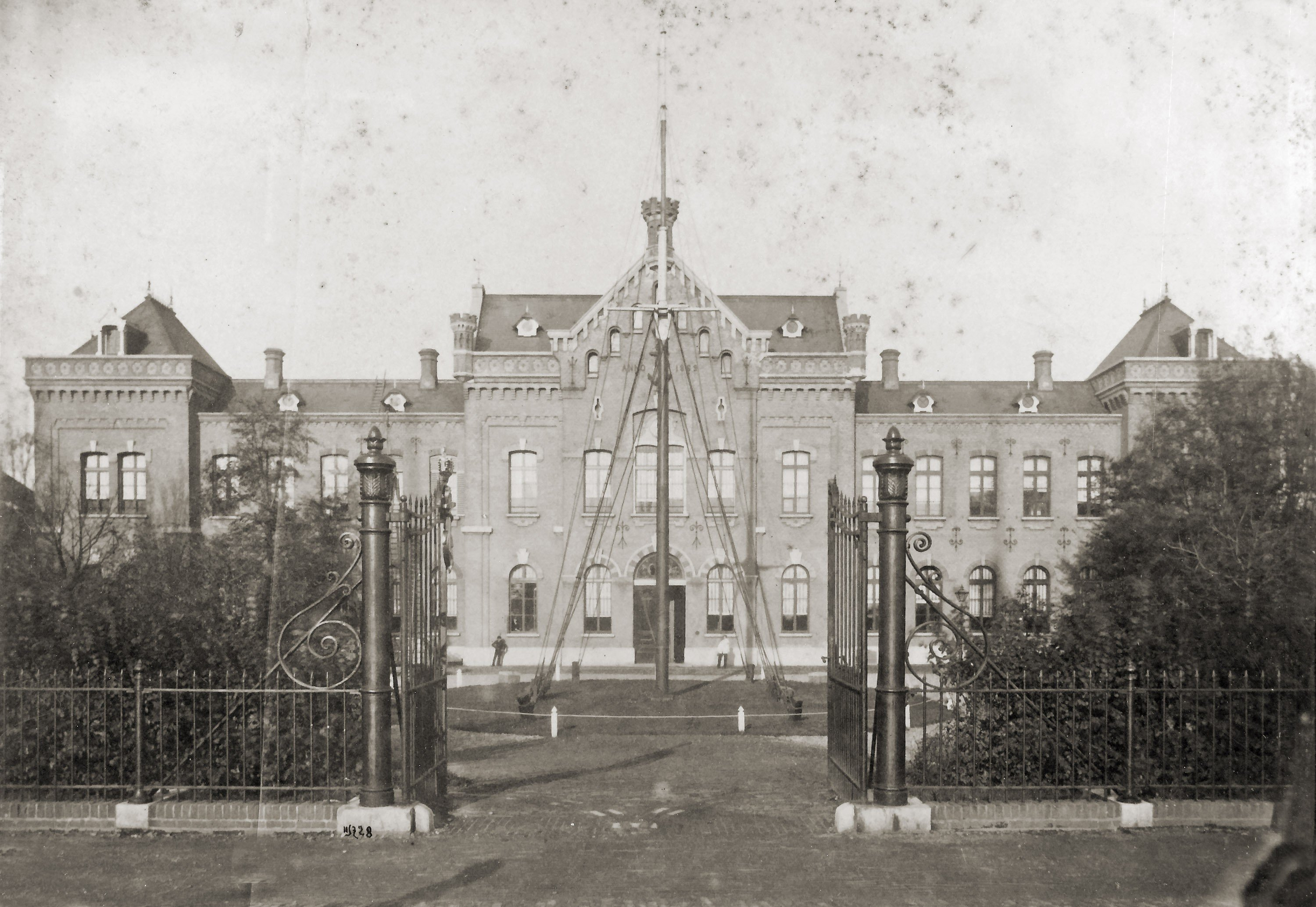
Hoofdgebouw van het KIM te Willemsoord met "Van Speijk"-vlaggenmast (Jules David, 1894). De Fransman David fotografeerde tussen 1883 en 1905 acht maal op het KIM

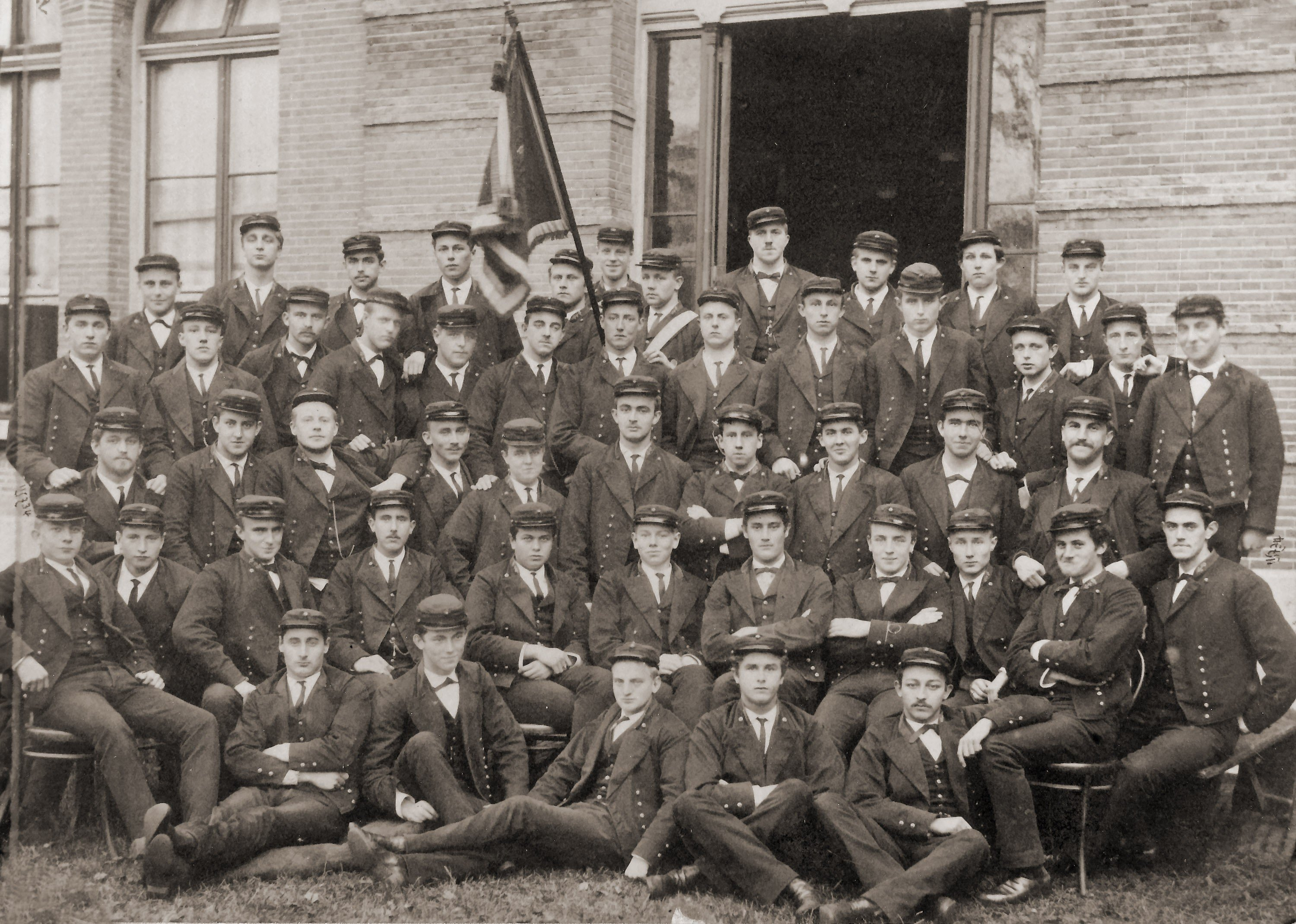
Groepsfoto van een promotie Adelborsten met korpsvlag achter het hoofdgebouw van het KIM (Jules David, 1889)

### Koninkrijk der Nederlanden
Na de vorming van het Koninkrijk der Nederlanden werd op 10 januari 1816 een Marine-Instituut voor de opleiding tot officier opgericht. Nadat het instituut in Delft was opgericht, werd het twaalf jaar later naar Medemblik verplaatst. Bij deze verhuizing voerde de marine een groot aantal verbeteringen in. Het internaatsysteem werd ingevoerd, en het instituut gold voortaan als enige officiersopleiding. De opleidingen aan boord waren hiermee afgelopen.
Op 28 augustus 1829 werd in de grote kerk van Medemblik de opening van het instituut gevierd. Sindsdien geldt deze dag als officiële oprichtingsdatum voor het KIM. Vanaf 1854 is het KIM gevestigd in Den Helder, waarbij Pierre Marie Brutel de la Rivière de eerste leidinggevende werd. De legende luidt dat de vlaggenmast voor het KIM de mast is uit Jan van Speijks Kanonneerboot nº 2.

## Korps Adelborsten
Het Korps Adelborsten is de organisatie voor en door de adelborsten van het Koninklijk Instituut voor de Marine. Het Korps Adelborsten is ingedeeld volgens de bataljonstructuur. Aan het hoofd van het Korps Adelborsten staat een democratisch gekozen Senaat. Het vaandel van het Korps Adelborsten, uitgereikt door Koningin Wilhelmina in 1904, is het oudste vaandel binnen de krijgsmacht. Als 'korpsvlag' bestaat het al veel langer.
Het Korps Adelborsten kent vele oude tradities en gebruiken, waaronder het jaarlijkse Assaut, een meerdaags galafeest waarvoor het hoofdgebouw wordt voorzien van een decor, en het adelborstenlied.

### Rangen
Een student aan het KIM doorloopt meerdere militaire opleidingsrangen. Hier een overzicht van de verschillende rangen aan het KIM:

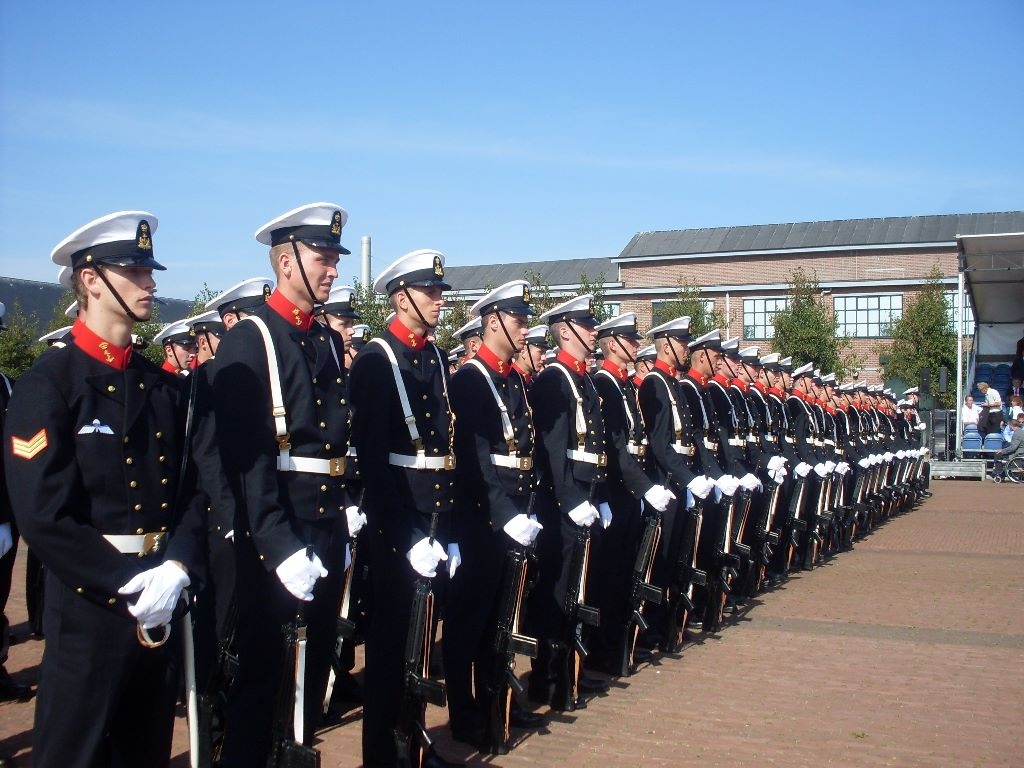
Adelborsten in ceremonieel tenue (baadje)

| NAVO rang OF-1 | NAVO rang OF-1 | Lang model                | Kort model                  |
| Luitenant ter zee der derde klasse Aanspreektitel: Mijnheer/Mevrouw bij het Korps Mariniers: Tweede luitenant Aanspreektitel: Luitenant |                | Na 3 jaar nominale studie | Na 1,5 jaar nominale studie |
| NAVO rang OR-6 |                |                           |                             |
| Sergeant-adelborst Aanspreektitel voor manschappen en Onderofficieren: Jonker Aanspreektitel voor Officieren: Sergeant-Adelborst        |                | Na 2 jaar nominale studie | Na 1 jaar nominale studie   |
| NAVO rang OR-4 |                |                           |                             |
| Korporaal-adelborst Aanspreektitel voor manschappen en Onderofficieren: Jonker Aanspreektitel voor Officieren: Korporaal-adelborst      |                | Na 1 jaar nominale studie | Na 0,5 jaar nominale studie |
| NAVO rang OR-2 |                |                           |                             |
| Adelborst Aanspreektitel voor manschappen en Onderofficieren: Jonker Aanspreektitel voor Officieren: Adelborst                          |                | Bij opkomst               | Bij opkomst                 |

### Uniform
Adelborsten dragen tijdens de normale werktijden hun uniform op het KIM. Het uniform van een adelborst wijkt af van het reguliere marinepersoneel. Zo zijn de rangen die de adelborst op het uniform draagt niet goud omgeven met een zwarte rand, maar goud omgeven met een rode rand. Ook zijn de padjes op de revers, die aangeven bij welk dienstvak de adelborst hoort, niet op een zwarte maar een rode ondergrond geborduurd. Ook is er een aantal unieke onderscheidingen die een adelborst kan verdienen. De adelborst mag deze onderscheiding alleen dragen gedurende zijn adelborstperiode. Tevens hebben adelborsten een ander baadje (gala-uniform), met een kenmerkende rechtopstaande rode rand.

## Opleiding
Voordat een adelborst aan het KIM begint moet deze kiezen uit een van de dienstvakken: zeedienst, technische dienst, logistieke dienst of mariniers. Naast deze 4 dienstvakken zijn er ook specialistische dienstvakken voor medisch en ander specialistisch personeel en is er een opleiding tot vlieger bij de marine.
Het KIM kent drie verschillende initiële officiersopleidingen:
- De militair-wetenschappelijke opleiding

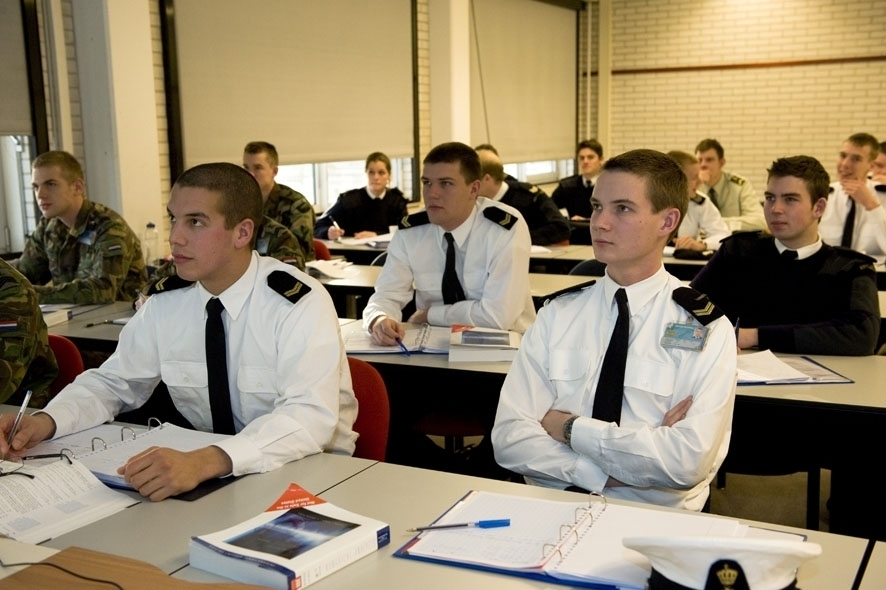
Adelborsten in college

- De korte officiersopleiding
- De specialistenopleiding

### De militair-wetenschappelijke opleiding
Om aan deze opleiding te kunnen beginnen is een vwo-diploma vereist. De opleidingen bestaan uit de combinatie van maritiem-militair onderwijs en vaktechnisch onderwijs. Het wetenschappelijk onderwijs wordt gegeven aan de naastgelegen Faculteit Militaire Wetenschappen (FMW). Afhankelijk van het gekozen dienstvak kan een adelborst een richting kiezen. De FMW biedt de volgende richtingen aan:
- Militaire Systemen en Technologie (MS&T)
- Militaire Bedrijfswetenschappen (MBW)
- Krijgswetenschappen (KW)

Begin 2012 zijn alle drie de opleidingen officieel geaccrediteerd door de NVAO als officiële WO-bacheloropleidingen.

## Campus
De campus van het KIM bevindt zich in Den Helder. Het complex is militair terrein en daarom niet openbaar toegankelijk. Het KIM is al sinds 1854 op deze plaats gesitueerd. De campus van het KIM grenst aan het Willemsoordcomplex, de voormalige marinewerf. De adelborsten studeren en leven op de campus. Gedurende de week is het voor de adelborsten verplicht op de campus te verblijven; in het weekeinde hebben zij verlof. Op het terrein zijn verscheidene faciliteiten aanwezig.

### Sport
Op de campus van het KIM zijn moderne sportfaciliteiten aanwezig. Ook hebben de adelborsten toegang tot sportfaciliteiten in beheer van andere onderdelen van de marine. Ook worden er in sommige gevallen faciliteiten gehuurd om de mogelijkheid te verschaffen om bepaalde sporten te beoefenen.
Sportfaciliteiten op eigen terrein:
- Multifunctionele sporthal (o.a. zaalhockey,zaalvoetbal & klimwanden)
- Sportschool
- Schermbanen
- Fitness
- Dojo
- Tennisbanen
- Zeilboten
- Roeiboten
- Sloeproeiboten

Sport Faciliteiten Elders in Den Helder:
- Zwembad
- Atletiekbaan
- Rugbyveld
- Hockeyveld
- Voetbalveld
- Schietbaan

### Studie
Op de campus bevinden zich ook alle faciliteiten die bij een reguliere universiteit aanwezig zijn. Er zijn op het terrein twee gebouwen volledig gericht op de opleiding, te weten het Klooster en Enys House. In deze gebouwen zetelt ook de staf die de opleiding faciliteert. Deze staf bestaat uit een mix van burger- en militair personeel. Ook zijn er faciliteiten aanwezig die specifiek zijn voor het opleiden tot marineofficier.

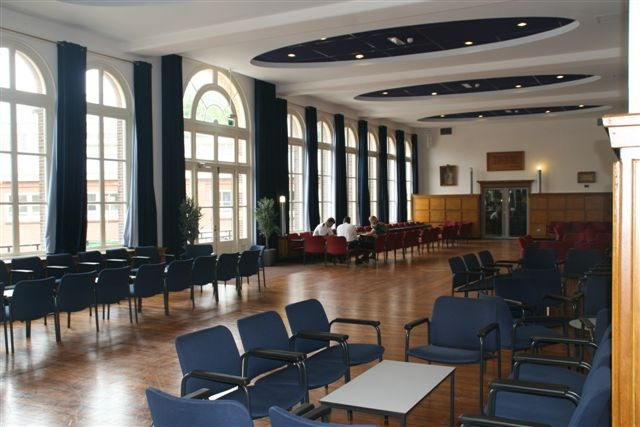
Zaaltje

Studiefaciliteiten KIM:
- Universitaire bibliotheek
- Leeszaal
- Computerzalen
- Brugsimulatoren
- Collegezalen

### Ontspanning
Aangezien het leven van een adelborst zich voor een groot gedeelte afspeelt op de campus van het KIM, is er de mogelijkheid gecreëerd om daar te ontspannen. Zo hebben de Adelborsten de beschikking over:
- Adelborstenbar
- Tv ruimtes
- Grote gemeenschappelijke ruimte, bekend als "het zaaltje"
- Poolruimte
- Sociëteit "Panta Rhei" - zie Adelborsten Roei- en Zeilvereniging
- Het 'Walhalla', verblijf van de jongstejaars adelborsten

## Alumni
- Karel Doorman, opkomst 1906, schout-bij-nacht, bekend van de Slag in de Javazee (1942)
- Iman Jacob van den Bosch, opkomst 1909, verzetsstrijder in de Tweede Wereldoorlog
- Jan van Dulm, commandant Hr.Ms. O 21 (1940), ridder MWO
- Charles Douw van der Krap, opkomst 1925, ex colditz krijgsgevangene, ridder MWO
- Jan Willem Hees, opkomst 1931, acteur (Flodder)
- Piet de Jong, opkomst 1931, onderzeebootcommandant en minister-president van Nederland (1967-1971)
- Frederik Kruimink, viceadmiraal, ex Colditz krijgsgevangene 2e wereldoorlog, ontsnapt uit Kamp Stanislau
- Hans Larive, opkomst 1935, ontsnapt uit colditz, commandant Motortorpedobootdienst, ridder MWO
- Pieter de Geus, opkomst 1946, minister van defensie in het Kabinet-Van Agt I
- Frans Kordes, opkomst 1946, president van de Algemene Rekenkamer (1984-1991)
- Harry Borghouts, opkomst 1961, Commissaris van de Koningin in Noord-Holland (2002-2009)
- Frank van Kappen, opkomst 1961, Eerste Kamerlid voor de VVD
- Koos Schouwenaar, opkomst 1965, burgemeester en Eerste Kamerlid voor de VVD
- Koning Willem-Alexander, opkomst 1985, Koning der Nederlanden
- Prins Maurits, opkomst 1987
- Wassila Hachchi, opkomst 2003, Tweede Kamerlid voor D66